# オズゲ・グレル
オズゲ・グレル（Özge Gürel、1987年2月5日 - ）はトルコの女優。

## 出演
- キラズ・メヴシミ(2014年)
- ドルナイ(2017年)